# 渋谷龍生
渋谷 龍生（しぶや たつき、2000年12月21日 - ）は、日本の元俳優である。
キューブ所属。東京都出身。身長163cm。体重49kg。血液型O型。双子の弟は俳優の渋谷樹生。
2020年3月5日、芸能活動を引退し、所属事務所を退社することを発表した。

## 出演

### 映画
- タッチ（2005年、東宝） - 上杉達也（幼少期） 役
- 悪夢ちゃん The 夢ovie（2014年5月3日、東宝） - 間宮蒼太 役
- 心が叫びたがってるんだ。（2017年7月22日、アニプレックス）

### テレビドラマ
- 離婚同居 第2話（2010年5月25日、NHK総合） - 健太の仲間 役
- サザエさん3（2011年1月2日、フジテレビ） - 少年海平 役
- ハガネの女 season2（2011年4月21日 - 6月16日、テレビ朝日） - 渋谷亮介 役
- パンドラIII 革命前夜（2011年10月2日 - 11月20日、WOWOW） - 湯田大輔 役
- ステップファザー・ステップ（2012年1月9日 - 3月19日　TBS） - 宗野直 役[2]
- マグマ（2012年6月10日 - 7月8日、WOWOW） - 玉田翔太 役
- 悪夢ちゃん（2012年10月13日 - 12月22日、日本テレビ） - 間宮蒼太 役
  - 悪夢ちゃんスペシャル（2014年5月2日、日本テレビ）
- 出入禁止の女〜事件記者クロガネ〜 第4話（2015年2月12日、テレビ朝日） - 吉野幸太 役
- 土曜ワイド劇場 ドクター彦次郎1（2015年10月3日、テレビ朝日） - 戸川真吾 役
- エンジェルハート 第6話（2015年11月15日、日本テレビ） - 遠山一真（少年期） 役
- 先に生まれただけの僕（2017年10月14日 - 12月16日、日本テレビ） - 重松龍司 役

### バラエティ
- タモリのボキャブラ天国 大復活祭スペシャル（2008年9月28日、フジテレビ）昔の映像再現
- フジ算 オードリーのファン感謝デー（2010年、フジテレビ） - 双子 役
- 激変!ミラクルチェンジ（2010年、TBS）
- 将来の社長育成バラエティ ヒットのひみつ（2010年5月3日、テレビ東京）
- ザ!世界仰天ニュース モンスターペアレント編（2010年5月26日、日本テレビ）
- スパモク!! プロ野球ドラフト特番（2010年10月28日、TBS） - 大野雄大（幼少期） 役
- 魔女たちの22時 広海・深海編（2011年1月25日、日本テレビ）

### 音楽番組
- ミュージックステーション 3時間SP（2010年10月、テレビ朝日）

### CM
- 東京メトロ TOKYO HEART
- カシオ計算機 デジカメ『FC100』
- 日本公文教育研究会
- 花王 リセッシュ、ボディシャンプー
- オリエンタルランド ディズニーサマーフェスタ

### WEB
- 日産自動車 日産セレナ こどもみらい貯金箱キャンペーン